# NGC 2206
NGC 2206 је спирална галаксија у сазвежђу Велики пас која се налази на NGC листи објеката дубоког неба.
Деклинација објекта је - 26° 45' 55" а ректасцензија 6h 15m 59,7s. Привидна величина (магнитуда) објекта NGC 2206 износи 12,1 а фотографска магнитуда 12,9. Налази се на удаљености од 73,650 милиона парсека од Сунца. NGC 2206 је још познат и под ознакама ESO 489-26, MCG -4-15-19, UGCA 123, AM 0614-264, IRAS 06140-2644, PGC 18736.